# Unió dels Russos de Lituània
La Unió dels Rússos de Lituània (lituà Lietuvos Rusų Sąjunga, rus Союз Pусских Литвы) és un partit polític de Lituània que defensa els interessos dels russos de Lituània. El seu president és Sergej Dmitrijev. Generalment es presenta a eleccions legislatives i europees coaligada a l'Acció Electoral dels Polonesos a Lituània, encara que a les eleccions legislatives lituanes de 2008 es presentà de manera independent, però no obtingué representació al Seimas.
A les eleccions locals de 1997 van obtenir 10 representants al consell municipal de Vílnius i 7 al de Klaipėda, i a les eleccions legislatives de 2000 es presentaren dins la coalició socialdemòcrata i obtingueren tres escons per a Sergei Dmitrijev, Vladimira Oretxova i Jurgisa Utovki. A les eleccions locals de 2002 va obtenir 11 representants municipals (6 a Vílnius, 3 a Klaipeda i 2 a Visaginias), però a les de 2007 es van reduir a 5 regidors (2 a Vílnius, 2 a Klaipeda i un a Visaginias).